# Carlos Daniel Tomeo
Carlos Daniel Tomeo es un abogado y empresario argentino. Es accionista y socio fundador de la tabacalera Espert S.A. A su vez, también es presidente de la consultora en asesoramiento empresarial Carlos Daniel Tomeo y Equipo y dueño de numerosos emprendimientos turísticos en la Patagonia argentina y la Costa atlántica argentina. 
Nació en Argentina en el Partido de Lanús, ubicado en la Zona Sur del Gran Buenos Aires y se graduó en abogacía en la Universidad Nacional de Lomas de Zamora y de Licenciado en Administración de Empresas en la Universidad Argentina John F. Kennedy. 
En 2001 fundó su estudio de abogados y en 2002 inauguró la planta de producción de la tabacalera Espert S.A., comercializadora de la marca Melbour, líder en Argentina del mercado de cigarrillos de bajo costo. En 2007, la planta se asoció a la empresa Hongta Tabaco Group, perteneciente al gobierno chino, y a Weita Group, ubicada en Hong Kong, comenzando a realizar operaciones en la región de Sudamérica y Caribe.
Es investigado por lavado de dinero del cartel colombiano del Norte del Valle de Cauca.
Reside en Abril Campo Club, un exclusivo barrio privado del Partido de Berazategui en el que es Director de la Comisión Directiva Interna y donde instauró un protocolo de seguridad especial